# Rossinyol d'Okinawa
El rossinyol d'Okinawa (Larvivora namiyei) és una espècie d'ocell de la família dels muscicàpids (Muscicapidae). Anteriorment se'l considerava una subespècie del rossinyol de les Ryukyu (Larvivora komadori). És endèmic de l'arxipèlag Okinawa. El seu hàbitat natural el constitueixen les terres baixes i el sotabosc de boscos perennes subtropicals. El seu estat de conservació es considera gairebe amenaçat.